# Celak
Celak is een bestuurslaag in het regentschap Bandung Barat van de provincie West-Java, Indonesië. Celak telt 7857 inwoners (volkstelling 2010).